# Потсдамска конференция
Потсдамската конференция се провежда в Потсдам, в двореца Цецилиенхоф от 17 юли до 2 август 1945 г. с участието на ръководителите на трите най-големи държави от антихитлеристката коалиция във Втората световна война, с цел да се определят следващите стъпки по следвоенното устройство на Европа.
Това е третата и последна среща на голямата тройка от антихитлеристката коалиция. Първите две се състоят в края на 1943 г. в Техеран (Иран) и в началото на 1945 г. на Ялта (Съветски съюз).
В конференцията участват главите на правителствата на три държави – президентът на САЩ Хари Труман (председателствал всички заседания), председателят на Съвета на Народните комисари на СССР и председател на Държавния комитет на отбраната на СССР Сталин и премиер-министърът на Великобритания Уинстън Чърчил (по време на конференцията претърпява поражение на парламентарните избори), и в Потсдам идва неговия приемник Клемент Атли).
На конференцията са приети Потсдамското споразумение за уреждането на следвоенното устройство на Европа и Потсдамската декларация за продължаването на войната с Япония. По време на конференцията Труман е тайно информиран, че тестът „Тринити“ на първата атомна бомба на 16 юли е бил успешен. Той намеква на Сталин, че САЩ са на път да използват нов вид оръжие срещу японците. Въпреки че това е първият път, когато Съветите получават официално информация за атомната бомба, Сталин вече е наясно с проекта за бомба, след като научава за него чрез шпионаж много преди Труман да му съобщи.

## Решения – петте „Д“-та
Съюзниците провъзгласяват нейната денацификация, демилитаризация, демократизация, децентрализация и декартелизация. Провъзгласена е и целта да се съхрани единството на Германия.
По решение на Потсдамската конференция източните граници на Германия са пренесени на запад към линията Одер-Ниса, което съкращава територията ѝ с 25 % в сравнение с 1937. Територията на изток от новата граница се състои от Източна Прусия, Силезия, Западна Прусия, и две трети от Померания. Това основно са селскостопански райони, с изключение на Горна Силезия, която е втория по размер център на немската тежка промишленост. Голяма част от територията, откъсната от Германия, влиза в състава на Полша. В състава на Съветския съюз, заедно със столицата Кьонигсберг (която на следващата година е преименувана на Калининград) влиза и една трета от Източна Прусия, на чиято територия е създадена Кьонигсбергска (от март 1946 – Калининградска) област РСФСР. Спорната между войните Мемелска област е върната от ръководството на Съветския съюз през 1945 г. на Литовската ССР.
Съюзниците признават на Италия статут на съвоюваща страна и Сталин предлага това да бъде направено и за България, но Труман и Чърчил отказват да обсъждат въпроса, настоявайки преди това за прилагане на решенията на Ялтенската конференция за провеждане на избори и възстановяване на либералната демокрация в страната.
На Потсдамската конференция Сталин потвърждава, че не по-късно от три месеца след капитулацията на Германия ще обяви война на Япония. Съюзниците подписват Потсдамската декларация, с която искат от Япония безусловна капитулация.